# Cristian Albu
Cristian Alexandru Albu (sinh ngày 17 tháng 8 năm 1993) là một cầu thủ bóng đá người România thi đấu ở vị trí hậu vệ cho Concordia Chiajna.